# Toilethumor
Toilethumor kan betragtes som en egen form for humor, som i særdeleshed begrænser sig til aktiviteter og begivenheder om afføring og urinering. Denne type humor forekommer oftest hos børn, men eksisterer også i både en enkel og mere raffineret form hos voksne. Toilethumor kan udtrykkes gennem sange, rim, vittigheder, limerick og practical jokes.
Toilethumor anses ofte som barnlig og upassende i mange sammenhænge, men er alligevel stadig populær.

## Eksempler på toilethumor
"Lokumsdigter er blandt poeter som møgvogne blandt kareter"
| Humor | Spire Denne artikel om humor og underholdning er en spire som bør udbygges. Du er velkommen til at hjælpe Wikipedia ved at udvide den. |